# Большая Чежма
Большая Чежма — деревня в Кологривском муниципальном округе Костромской области.

## География
Находится в северной части Костромской области на расстоянии приблизительно 13 км на юг-юго-восток по прямой от города Кологрив, административного центра округа на правобережье реки Унжа.

## История
Деревня была нанесена на карту как Чежма еще в 1816 году. В 1872 году здесь было учтено 22 двора. До 2018 года входила в состав Суховерковского сельского поселения, с 2018 до 2021 год в Городское поселение город Кологрив до его упразднения.

## Население
Постоянное население составляло 137 человек (1872 год), 143 в 2002 году (94 % русские), 62 в 2022.